# (4990) Trombka
(4990) Trombka (1981 ET26) – planetoida z pasa głównego asteroid okrążająca Słońce w ciągu 3,34 lat w średniej odległości 2,23 j.a. Odkryta 2 marca 1981 roku.